# 岩本秀三
岩本 秀三（いわもと ひでみ、1951年（昭和26年）5月12日 ‐ ）は、日本の建築家。

## 概要
- 広島県呉市出身、且つ同市を拠点とする建築家であり、建築作品は住宅をはじめとして学校建築・医療福祉施設などの公共建築と多岐にわたる。1992年「辰川の家」中における茶室では、伝統的な意匠を鉄・コンクリート・ガラスといった現代の建築材料によって表現・構成した空間を発表[1]。1993年には淡交[2]に掲載され、日本古来よりの正統な茶室建築として、「伝統と現代を融合させた茶の湯空間」と評された。
- 出身校である近畿大学をはじめとする、広島県内の諸大学にて教鞭を取り、教育者としても高い評価を得ている。

## 広島派
『広島派』と称される建築家の一人である。
そもそも広島派というのは、単なる広島県の建築家もしくは、建築手法という意味ではない。この言葉の起源は、1995年、第11回吉岡賞（現:新建築賞）に「野尻の舎」がノミネートされた際、審査員の一人であった竹山聖が、講評において、同広島県の建築家である村上徹・宮森洋一郎、両氏の名を挙げ、野尻の舎においての建築手法を評する意味で用いたのが始まりである。1980年から1990年代初頭は、広島県の当時若手であった建築家が評価を受け、注目され始めた流れがあった。昨今においても広島の建築界に対して大きな影響を与えている。よって、ここで引用する広島派とは、広島県で前述の村上徹を筆頭とする同年代の限られた数名の建築家を総称するものである。
広島県は、全国的にも建築家のアトリエが多いことで知られている。

## 略歴
- 1975 近畿大学工学部建築学科卒業
- 1981 岩本秀三設計事務所開設
- 2007 岩本秀三建築設計事務所に名称変更
- 2012 株式会社 岩本秀三建築設計事務所に法人化
- 1984- 近畿大学工学部 非常勤講師
- 1998-2005 国立呉工業高等専門学校 非常勤講師
- 2006- 広島工業大学環境学部 非常勤講師
- 2006- 広島国際大学工学部 非常勤講師

## 受賞歴
- 1995　'95年度　呉市優秀建築物表彰　　 受　賞/呉港高等学校ANNEX
- 1995　安全ガラスセーフティーコンペ '94　最優秀/主催：機能硝子普及推進協議会/あいく幼稚園ANNEX
- 1995　安全ガラスセーフティーコンペ '94　入　選/主催：機能硝子普及推進協議会/呉港高等学校ANNEX
- 1998　'98年度　呉市「美しい街づくり賞」　 大　賞/デンファレコマツ （コマツジム）
- 2001　'01年度　呉市「美しい街づくり賞」　 受　賞/アベヤ時計店
- 2003　'03年度　呉市「美しい街づくり賞」　 受　賞/伏原の家
- 2006　'06年度　呉市「美しい街づくり賞」　 受　賞/松ヶ丘の家II

## 建築作品
住宅
- 1987 本牧の家・佐藤小児科医院／神奈川県横浜市
- 1989 栄町の家／広島県呉市
- 1992 辰川の家／広島県呉市
- 1992 天応の家／広島県呉市
- 1994 松ヶ丘の家／広島県呉市
- 1998 阿賀北の家／広島県呉市
- 1998 デンファレコマツ／広島県呉市
- 2000 広本町の家／広島県呉市
- 2000 北迫町の家／広島県呉市
- 2001 阿賀北の家II／広島県呉市
- 2002 伏原の家／広島県呉市
- 2003 阿賀の家／広島県呉市
- 2005 高須の家／広島県広島市
- 2006 大広の家／広島県呉市
- 2006 阿賀南の家／広島県呉市
- 2006 松ヶ丘の家II／広島県呉市
- 2006 熊野の家／広島県安芸郡
- 2007 I・FLAT／広島県呉市
- 2008 松本邸・松本動物病院／広島県呉市

学校
- 1990 学校法人呉武田学園 武田中学校・高等学校／広島県東広島市
- 1994 学校法人呉武田学園 武田中学校・高等学校ANNEX／広島県東広島市
- 1993 学校法人浄念寺学園 あいく幼稚園ANNEX／広島県呉市
- 1995 学校法人呉武田学園 呉港高等学校 ANNEX／広島県呉市

事務所
- 1998 デンファレコマツ／広島県呉市
- 2007 I・FLAT／広島県呉市

病院
- 1987 本牧の家・佐藤小児科医院／神奈川県横浜市
- 2008 松本邸・松本動物病院／広島県呉市
- 2012 医療法人社団一陽会 ケアレジデンス楽々園／広島県広島市

別荘・アトリエ
- 1993 野尻の舎／長野県信濃町
- 1995 宝町のアトリエ／広島県呉市